# Haga (Tochigi)
Pour les articles homonymes, voir Haga.
Haga (芳賀町, Haga-machi) est un bourg du district de Haga, dans la préfecture de Tochigi, au Japon.
Au 1er mai 2015, la population s'élevait à 15 254 habitants répartis sur une superficie de 70,16 km2.